# Ruston & Hornsby
Die Ruston & Hornsby Ltd. war ein britischer Industriekonzern. Das Unternehmen entstand 1918 aus der Übernahme von Richard Hornsby & Sons durch Ruston, Proctor and Company und stellte unter den Markennamen Ruston & Hornsby, R & H und Ruston Industriegüter wie Maschinen, Dampfmaschinen, Schweröl-, Diesel-- und Benzinmotoren aller Größen und für vielfältige Anwendungen; dazu Nutzfahrzeuge wie Ackerschlepper, Traktoren, Baumaschinen und Straßenwalzen, Raupenfahrzeuge, Lokomotiven und kurzzeitig auch Luxusautomobile her.
Ruston & Hornsby wurde 1966 von English Electric übernommen. Das Unternehmen wurde 1968 Bestandteil der General Electric Company und nach weitreichenden Umstrukturierungen des Mutterkonzerns faktisch aufgelöst.

## Geschichte
Das Unternehmen entstand 1918 durch den Zusammenschluss von Richard Hornsby & Sons und der 1840 als Proctor & Burton gegründeten Ruston, Proctor and Company. Ruston & Hornsby war nach dem Ersten Weltkrieg Weltmarktführer für Schwerölmotoren.

### Ransomes Sims & Jefferies

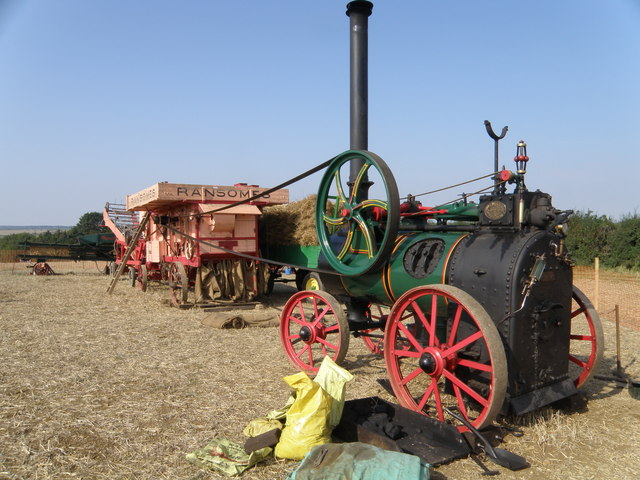
Ransomes-Dampflokomobil mit Dreschmaschine

Mit dem Agrartechnik- und Nutzfahrzeughersteller Ransomes, Sims & Jefferies arbeitete man schon früh zusammen. Bereits 1919 erwarb Ruston & Hornsby Anteile aus dem Nachlass früherer Eigentümer des Unternehmens. Im Zuge einer Sortimentsstraffung überließ man Ransomes, Sims & Jefferies sowohl die Agrartechnik-Sparte wie auch den Bau von dampfbetriebenen Nutzfahrzeugen und Straßenschleppern. Viele Ransomes-Dampffahrzeuge bis 1930 waren mit Ruston-Heizkesseln ausgestattet. 1927 erwarb Ruston & Hornsby die Kontrollmehrheit an Ransomes Simms & Jefferies.
Der Firmensitz befand sich von 1919 bis 1924 in Boultham (Lincolnshire).

### Ruston-Bucyrus

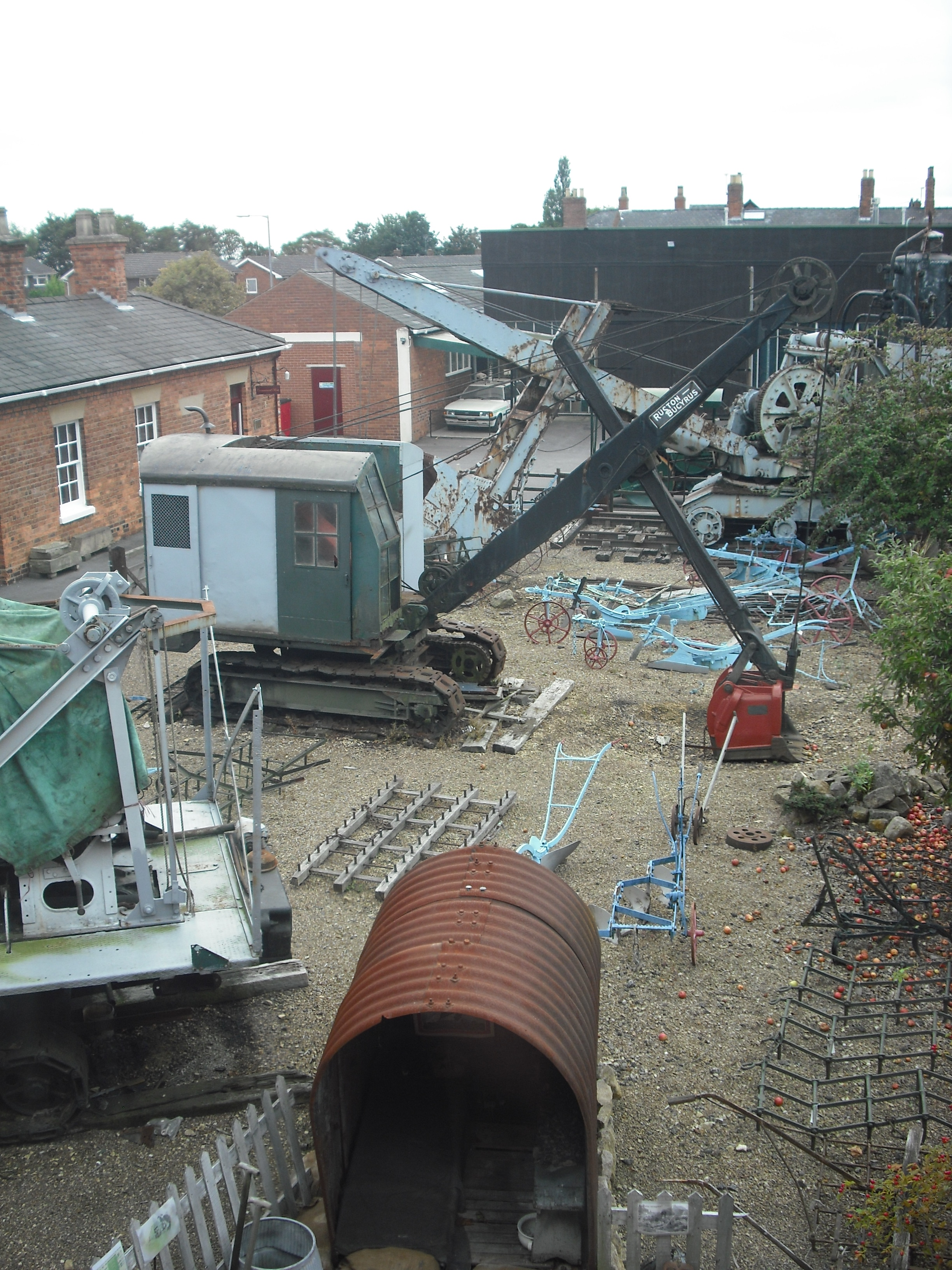
Ruston-Bucyrus Raupenbagger

Um die Entwicklungskosten für große Bagger zu senken, suchte Ruston & Hornsby einen Partner. Dieser fand sich in Bucyrus Erie in South Milwaukee (USA), wo man nach Möglichkeiten einer Expansion nach Europa suchte. Per 1. Januar 1930 wurde als Joint-Venture die Ruston Bucyrus Ltd. in Lincoln gegründet. Ihre Produkte basierten auf den amerikanischen Entwürfen und wurden durchweg von Ruston-Motoren angetrieben.
Das Unternehmen war erfolgreich und überstand auch die Fusionen des britischen Mutterhauses in den 1960er Jahren. Bucyrus trennte sich im Zuge einer Sanierung 1985 von diesem Unternehmen. 1985 verkaufte GEC seine Anteile an Ruston-Bucyrus.
Nach dem Zweiten Weltkrieg wurde die Produktion von Gasturbinen aufgenommen, in den 1960ern war R&H der europäische Marktführer stationärer Gasturbinen geworden, in den folgenden Jahrzehnten gehörten sie zu den modernsten auf dem Markt.

### Übernahme durch English Electric und GEC
1966 wurde Ruston & Hornsby von English Electric übernommen, die wiederum 1968 von General Electric Company (GEC) übernommen wurde. Die Dieselmotorenproduktion wurde innerhalb des English-Electric-Konzerns auf andere Töchter verschoben, bei R&H verblieben nur die Turbinenaktivitäten, weshalb die Firma in Ruston Gas Turbines umbenannt wurde.
Dorman Diesels Ltd. in Stafford, eine Sparte des Maschinenbauers und Fahrzeugzulieferers W.H.Dorman & Company, übernahm die Produktion der kleinen Ruston-Dieselmotoren.

### GEC Alsthom
Im Zuge eines Joint-Venture der französischen Alsthom und GEC entstand 1988 GEC-Alsthom. Von britischer Seite wurde die Sparte Power Systems eingebracht, zu der auch die Ruston-Produkte gehörten. Der Bereich wurde als European Gas Turbines Ltd. Bestandteil des neuen Konzerns.
GEC verschmolz 1989 seine Schwermaschinenaktivitäten mit Alsthom zu GEC-Alsthom, die später zu Alstom wurden. Alstom veräußerte Rustons Gasturbinengeschäft 2003 an Siemens, die Dieselmotorensparte war im Jahr 2000 an MAN Diesel gegangen, die nach der Fusion mit ihrer Schwestergesellschaft MAN Turbo heute als MAN Energy Solutions firmiert und auch 2025 noch Service für alle Ruston-Motoren leistet.

## Produkte

### Automobile

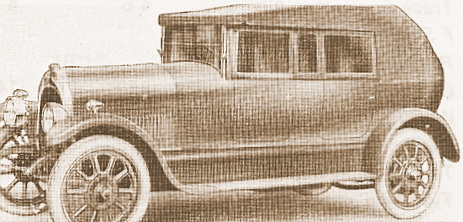
Ruston-Hornsby A3 20/25 hp (1923)

Gebaut wurden zwei Grundmodelle des Ruston-Hornsby mit seitengesteuerten Vierzylinder-Reihenmotoren, die 2,6 l, bzw. 3,3 l, Hubraum aufwiesen. Der kleinere Motor war von Dorman zugekauft, der größere eine eigene Entwicklung. Frühe Exemplare hatten Dreiviertelelliptik-Blattfedern an der Hinterachse, danach wurde auf Halbelliptikfedern umgestellt. In allen Modellen wurden Dreiganggetriebe verbaut. Diese Mittelklassewagen wurden zunächst gut aufgenommen und besaßen eine recht gute Reputation, konnten sich in der Weltwirtschaftskrise letztendlich nicht auf dem Markt halten. Als Gründe dafür werden der relativ hohe Preis genannt wie auch eine gewisse Schwerfälligkeit, die wohl auf das hohe Gewicht zurückzuführen ist. Wohl deshalb galten Ruston-Hornsby-Automobile als nicht gerade schnell.
1923 reagierte man mit einem kleineren Modell mit 15 oder 16 RAC-PS, zu dem aber keine technischen Daten vorliegen und dessen tatsächliche Produktion wahrscheinlich, aber nicht belegt ist.
Modelle
| Modell        | Bauzeitraum | Zylinder | Hubraum  | Leistung       | bei Drehzahl | Radstand |
| ------------- | ----------- | -------- | -------- | -------------- | ------------ | -------- |
| A1 (16/20 hp) | 1919–1924   | 4 Reihe  | 2613 cm³ | 35 bhp (26 kW) | 2000 min−1   | 2972 mm  |
| A2 (20 hp)    | 1920        | 4 Reihe  | 3308 cm³ | 45 bhp (33 kW) | 2000 min−1   | 2972 mm  |
| A3 (20/25 hp) | 1921–1924   | 4 Reihe  | 3308 cm³ | 45 bhp (33 kW) | 2000 min−1   | 3200 mm  |
| B1 (16/20 hp) | 1923–1924   | 4 Reihe  | 2613 cm³ | 35 bhp (26 kW) | 2000 min−1   | 2972 mm  |
| B2 (20 hp)    | 1923–1924   | 4 Reihe  | 3308 cm³ | 45 bhp (33 kW) | 2000 min−1   | 3200 mm  |

### Galerie mit Produkten von Ruston & Hornsby

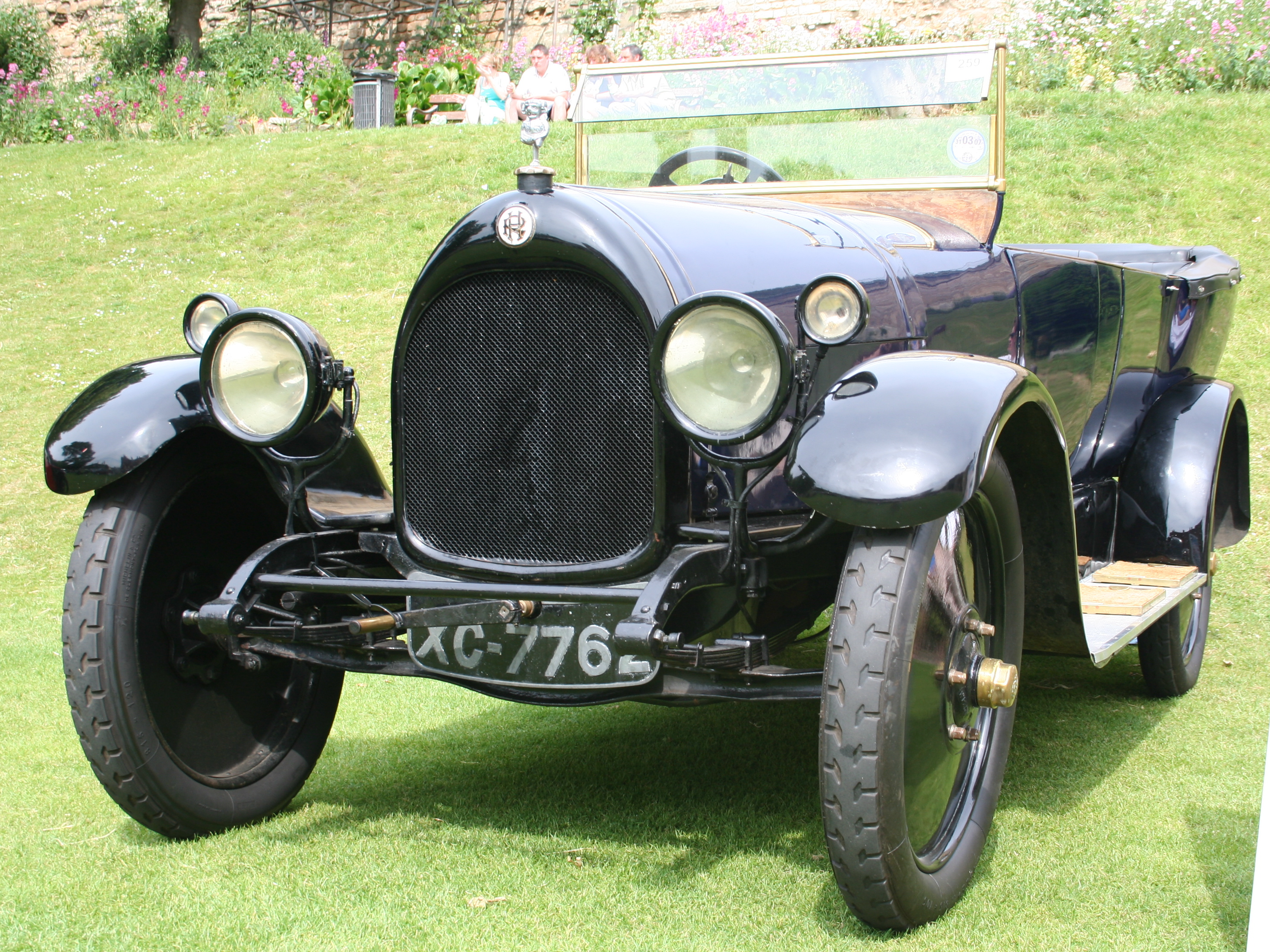
Ruston-Hornsby 16 HP A1 Tourer (1920).
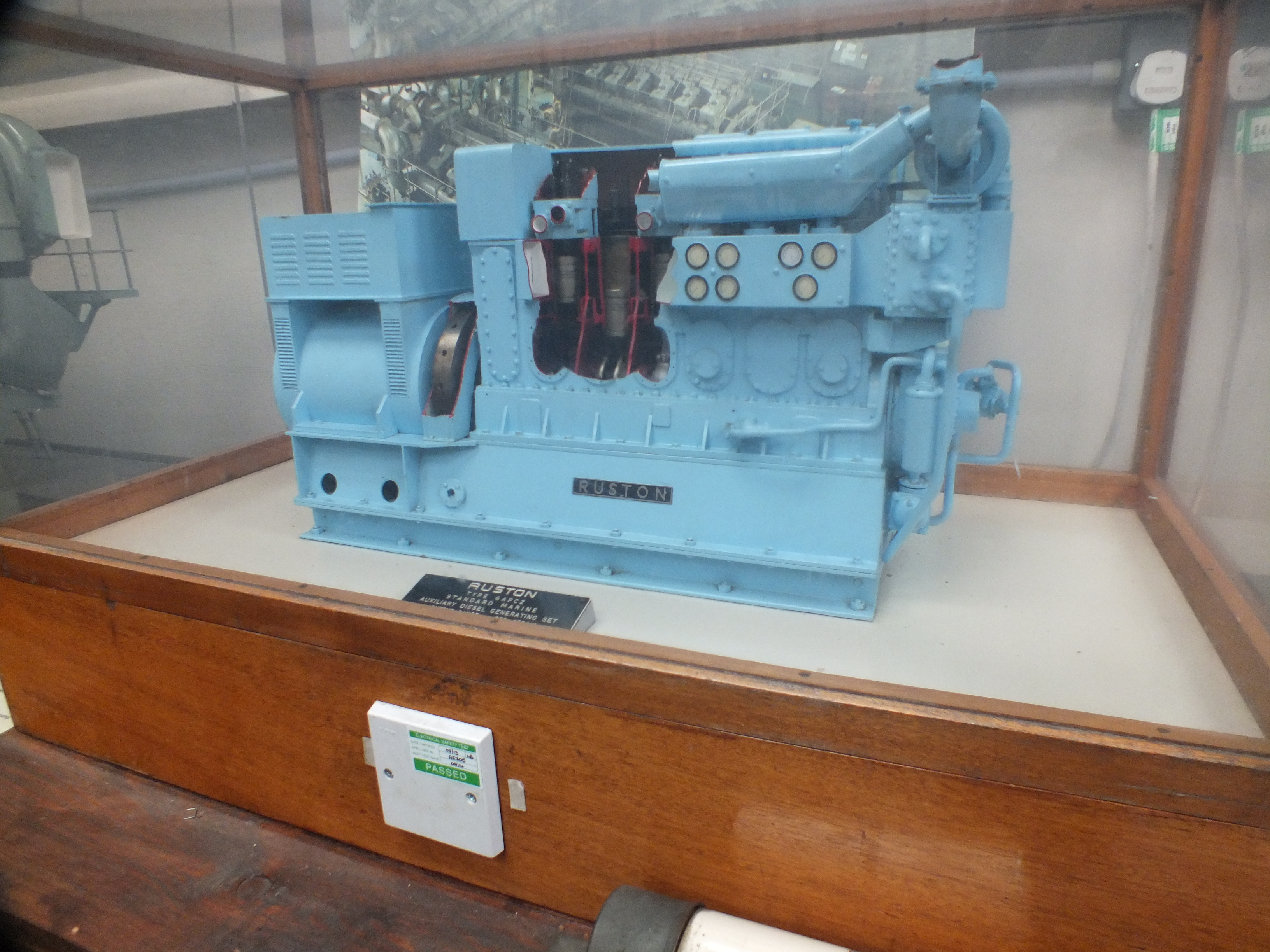
Schnittmodell eines Diesel-Schiffsgenerators Ruston 6APCZ.
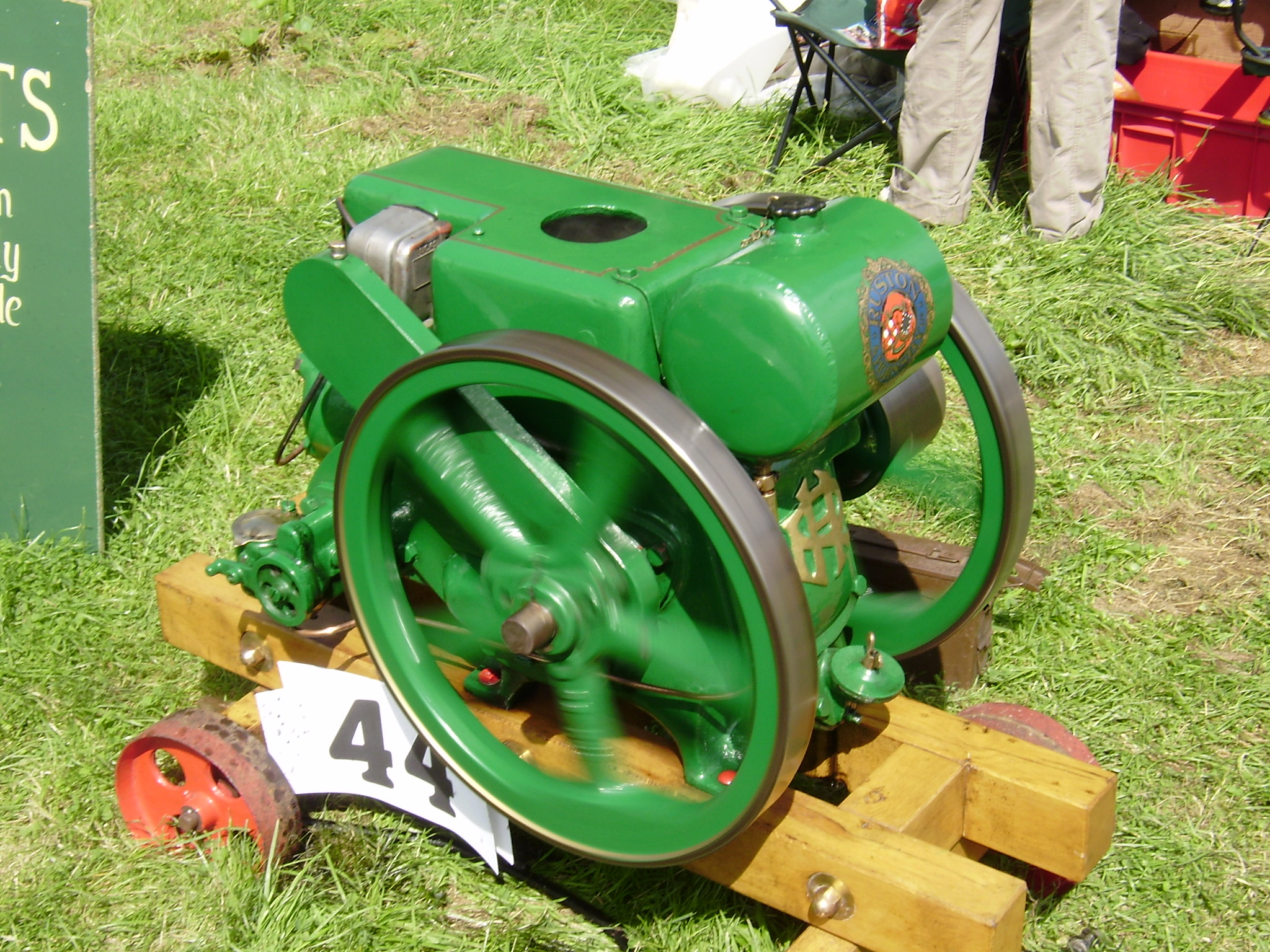
Stationärmotor Ruston Hornsby 3 HP Typ PB (1935).
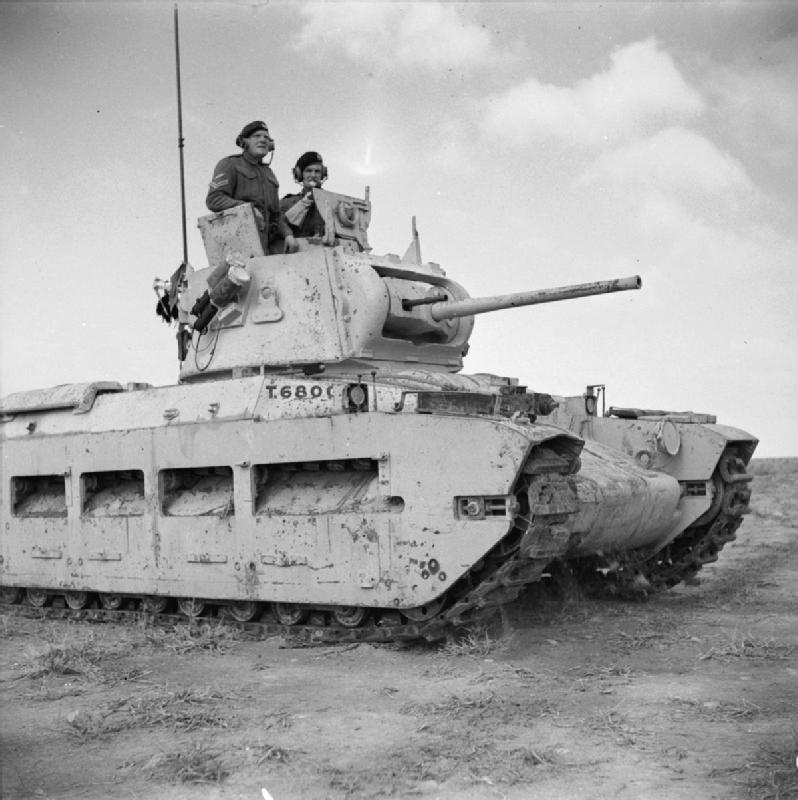
Infanteriepanzer Matilda II der Britischen Armee in Nordafrika, 1942.